# Hurst (Illinois)
Pour les articles homonymes, voir Hurst.
Hurst est une petite ville du comté de Williamson dans l'Illinois aux États-Unis. Elle est incorporée le 15 mars 1906.

## Démographie
Lors du recensement de 2010, la ville comptait une population de 795 habitants. Elle est estimée, en 2016, à 796 habitants.

## Source de la traduction
- (en) Cet article est partiellement ou en totalité issu de l’article de Wikipédia en anglais intitulé « Hurst, Illinois » (voir la liste des auteurs).